# Valley Springs, Arkansas
Valley Springs är en kommun (town) i Boone County i Arkansas. Vid 2020 års folkräkning hade Valley Springs 183 invånare.